# Astragalus equisolensis
Astragalus equisolensis là một loài thực vật có hoa trong họ Đậu. Loài này được Neese & S.L.Welsh miêu tả khoa học đầu tiên.